# Matillas
Matillas es un municipio y localidad española de la provincia de Guadalajara, en la comunidad autónoma de Castilla-La Mancha. El término municipal tiene una población de 115 habitantes (INE 2024).

## Historia
A mediados del siglo XIX, el lugar contaba con una población censada de 59 habitantes. La localidad aparece descrita en el undécimo volumen del Diccionario geográfico-estadístico-histórico de España y sus posesiones de Ultramar de Pascual Madoz de la siguiente manera:

MATILLAS: l. con ayunt. en la prov. de Guadalajara (7 leg.), part. jud. y dióc. de Sigüenza (3), aud. terr. de Madrid (17), c. g. de Castilla la Nueva: sit. en una colina con libre ventilacion y clima frio; las enfermedades mas comunes son pulmonías y dolores de costado: tiene 18 casas, la consistorial, que sirve tambien de escuela de instruccion primaria, á la que concurren 10 alumnos de ambos sexos, bajo la direccion de un maestro, á la vez sacristan y secretario de ayunt., dotado con 4 fan. de trigo, por el primer cargo; una igl. parr. (La Purísima Concepcion), aneja de la de Villaseca de Henares. térm.: confina N. Villaseca; E. Bujalaro; S. Castejon, y O. Villaseca; dentro de él se encuentra una fuente de buenas aguas, y un cas. que llaman los Molinos de Ancho, compuesto de un molino, una venta y un ventorrillo, circundado todo de hermosas huertas: el terreno, fertilizado por los r. Henares y Salado, que desagua en aquel, es de buena calidad; comprende un monte robledar, bien pobl. caminos: los que dirigen á Sigüenza y pueblos limítrofes, todos de herradura; en buen estado. correo: se recibe y despacha en la adm. de Jadraque, por un propio que nombra el ayunt. prod.: trigo, cebada, centeno, avena, garbanzos, almortas, yeros, frutas, leñas de combustible y buenos pastos, con los que se mantiene ganado lanar y las yuntas necesarias para la agricultura; abunda la caza de perdices, liebres, conejos y chochas, y en el Henares la pesca de truchas, barbos y anguilas. ind.: la agrícola y el indicado molino harinero. comercio: esportacion del sobrante de frutos, ganado y lana, é importacion de los art. de consumo que faltan. pobl.: 16 vec., 59 alm. cap. prod.: 247,500 rs. imp.: 19,800. contr.: 1,084.
(Madoz, 1848, pp. 311-312)

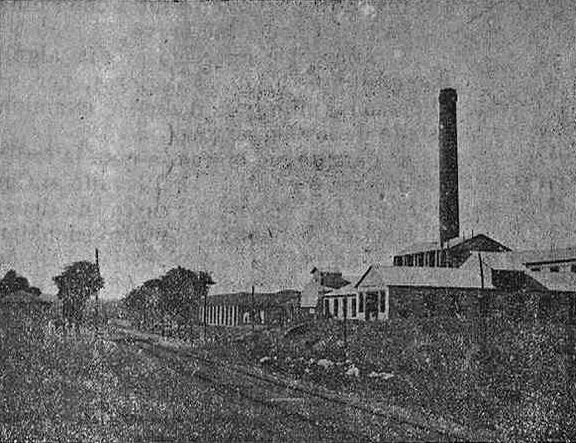
Fábrica de cemento de Matillas (Flores y Abejas, 1910)

El antiguo núcleo, situado sobre una colina (hoy día referido como «Matillas la Vieja»), quedó despoblado en el siglo XX.
La población se concentró en un nuevo barrio en torno a una fábrica, a unos 1,5 km de distancia. En esta localidad moderna se encuentra la estación de tren de Matillas.

## Demografía
Matillas cuenta con una población de 115 habitantes (INE 2024).
| Gráfica de evolución demográfica de Matillas entre 1842 y 2021 |
| |
| Población de derecho según los censos de población del INE Población de hecho según los censos de población del INEEntre el censo de 1857 y el anterior, este municipio desaparece porque se integra en el municipio Villaseca de Henares Entre el censo de 1960 y el anterior, aparece este municipio porque se segrega del municipio Villaseca de Henares |

| 274           | 225 | 171 | 171 | 185 | 125 | 149 |
| (Fuente: INE) |     |     |     |     |     |     |

## Clima
Matillas tiene un clima de tipo Csa (templado con verano seco y caluroso) según la clasificación climática de Köppen.
| Parámetros climáticos promedio de Matilla en el periodo 1969-1985 | Parámetros climáticos promedio de Matilla en el periodo 1969-1985 | Parámetros climáticos promedio de Matilla en el periodo 1969-1985 | Parámetros climáticos promedio de Matilla en el periodo 1969-1985 | Parámetros climáticos promedio de Matilla en el periodo 1969-1985 | Parámetros climáticos promedio de Matilla en el periodo 1969-1985 | Parámetros climáticos promedio de Matilla en el periodo 1969-1985 | Parámetros climáticos promedio de Matilla en el periodo 1969-1985 | Parámetros climáticos promedio de Matilla en el periodo 1969-1985 | Parámetros climáticos promedio de Matilla en el periodo 1969-1985 | Parámetros climáticos promedio de Matilla en el periodo 1969-1985 | Parámetros climáticos promedio de Matilla en el periodo 1969-1985 | Parámetros climáticos promedio de Matilla en el periodo 1969-1985 | Parámetros climáticos promedio de Matilla en el periodo 1969-1985 |
| Mes | Ene.                                                              | Feb.                                                              | Mar.                                                              | Abr.                                                              | May.                                                              | Jun.                                                              | Jul.                                                              | Ago.                                                              | Sep.                                                              | Oct.                                                              | Nov.                                                              | Dic.                                                              | Anual                                                             |
| --- | ----------------------------------------------------------------- | ----------------------------------------------------------------- | ----------------------------------------------------------------- | ----------------------------------------------------------------- | ----------------------------------------------------------------- | ----------------------------------------------------------------- | ----------------------------------------------------------------- | ----------------------------------------------------------------- | ----------------------------------------------------------------- | ----------------------------------------------------------------- | ----------------------------------------------------------------- | ----------------------------------------------------------------- | ----------------------------------------------------------------- |
| Temp. media (°C) | 3.7                                                               | 4.9                                                               | 6.9                                                               | 10.3                                                              | 13.6                                                              | 19.4                                                              | 23.2                                                              | 22.6                                                              | 18.7                                                              | 12.6                                                              | 7.5                                                               | 4.4                                                               | 12.3                                                              |
| Precipitación total (mm) | 42.4                                                              | 40.9                                                              | 35.7                                                              | 44.6                                                              | 60.5                                                              | 35.1                                                              | 23.3                                                              | 13.6                                                              | 36.6                                                              | 29.4                                                              | 45.6                                                              | 46.4                                                              | 453.9                                                             |
| Fuente: Ministerio de Agricultura, Alimentación y Medio Ambiente. Datos de precipitación para el periodo 1969-1985 y de temperatura para el periodo 1969-1985 en Matillas 20 de marzo de 2012 |                                                                   |                                                                   |                                                                   |                                                                   |                                                                   |                                                                   |                                                                   |                                                                   |                                                                   |                                                                   |                                                                   |                                                                   |                                                                   |